# Wacław Piątkowski
Wacław Karol Piątkowski (ur. 28 września 1920 w Strzelnie, zm. 24 listopada 2013 w Warszawie) – polski menedżer, działacz partyjny, ambasador Polskiej Rzeczypospolitej Ludowej w Republice Federalnej Niemiec (1972–1978).

## Życiorys
W 1939 zdał maturę w szkole przy Korpusie Kadetów w Rawiczu. Uczestniczył w obronie Warszawy we wrześniu 1939. Po klęsce wrócił do Strzelna. W listopadzie 1939 został aresztowany i osadzony w obozie przejściowym w Szczeglinie, skąd uciekł. Przedostał się następnie do Generalnego Gubernatorstwa, gdzie były jego matka i siostra. Zamieszkali w Garwolinie wraz z resztą wysiedlonej rodziny. Wacław pracował w młynie wodnym. Jako członek Armii Krajowej brał udział w wysadzeniu w powietrze kilku niemieckich pociągów jadących z zaopatrzeniem na front wschodni. Na początku 1944 udało mu się uciec z młyna, który Niemcy otoczyli, aby go schwytać. Dołączył do Batalionów Chłopskich, z którymi ukrywał się w lasach w rejonie Siedlec. Po wkroczeniu Armii Czerwonej zgłosił się na ochotnika do Ludowego Wojska Polskiego. Wziął udział w zdobyciu Berlina. II wojnę światową zakończył w stopniu sierżanta.
W 1948 ukończył Akademię Handlową w Poznaniu, gdzie obronił pracę magisterską na temat młynarstwa. Pracę zawodową rozpoczął w Polskich Zakładach Zbożowych w Bydgoszczy, gdzie szybko został awansowany na dyrektora do spraw handlowych. W latach 50. został przeniesiony do centrali PZZ w Warszawie. W latach 1957–1962 kierował Biurem Polskiej Misji Handlowej w Nowym Jorku. W 1962 wrócił do Polski i wstąpił do PZPR. W tym samym roku został dyrektorem naczelnym centrali handlu zagranicznego „Rolimpex”, zajmującej się handlem płodami rolnymi. W 1969 objął kierownictwo stałego przedstawicielstwa handlowego PRL w Kolonii. Zaangażowany w unormowanie granicy na Odrze i Nysie, organizację wizyty Willy’ego Brandta w Warszawie (najpewniej był pomysłodawcą wizyty przy Grobie Nieznanego Żołnierza) oraz otwarcia polskiej ambasady w Bonn. 30 października 1972 został pierwszym ambasadorem Polskiej Rzeczypospolitej Ludowej w Republice Federalnej Niemiec. Na stanowisku był do 6 lipca 1978. Określany jako zwolennik twardego kursu wobec RFN. Następnie został kierownikiem Wydziału Zagranicznego Komitetu Centralnego PZPR (do 1981) i zastępcą członka KC PZPR.
W 1954 „za zasługi w pracy zawodowej w dziedzinie skupu i kontraktacji” został odznaczony Srebrnym Krzyżem Zasługi.
Syn Aleksandra i Adeli. Żonaty z Aleksandrą.

## Publikacje książkowe
- Wacław Piątkowski: Piekarstwo wielkopolskie po drugiej wojnie światowej. Poznań: Akademia Handlowa, 1948, s. 46. OCLC 833505854.
- Wacław Piątkowski: Moja misja nad Renem. Kraków: Krajowa Agencja Wydawnicza, 1984, s. 210. ISBN 83-03-00595-2.